# 江戸相撲明和7年11月場所
江戸相撲明和7年11月場所（えどすもうめいわ7ねん3がつばしょ）は、明和7年（1770年）11月に開催された江戸相撲（大相撲の前身）の本場所。興行場所は市ヶ谷丸内坂。

## 幕内番付・星取表
| 東               | 東           | 東               | 番付      | 西             | 西               | 西               |
| 備考             | 成績         | 力士名           | 番付      | 力士名         | 成績             | 備考             |
| ---------------- | ------------ | ---------------- | --------- | -------------- | ---------------- | ---------------- |
| 新大関（第36代） | 6勝1預1休    | 釈迦嶽雲右エ門   | 大関      | 國見崎丈太夫   | 全休             | 新大関（第37代） |
|                  | 4勝1敗2預1休 | 雷電為五郎       | 関脇      | 関ノ戸億右エ門 | 7勝1敗           |                  |
|                  | 8敗          | 金碇新右エ門     | 小結      | 友綱良助       | 4勝1分2預1休     |                  |
|                  | 5敗3休       | 八雲山彌藤治     | 前頭筆頭  | 達ヶ関森右エ門 | 7勝1敗           |                  |
|                  | 1勝4敗3休    | 今碇嘉蔵         | 前頭2枚目 | 戸田川鷲之助   | 5勝1敗1預1無勝負 |                  |
|                  | 全休         | 佐渡ヶ嶽沢右エ門 | 前頭3枚目 | 大江嶋右エ門   | 2勝3敗1預2休     |                  |

## 備考
- この時代の江戸相撲においては優勝力士という概念は存在していないが、後に定められた優勝制度を遡って準用することができる。本場所においては、釈迦嶽が優勝相当、関ノ戸と達ヶ関が優勝同点相当となる（優勝制度は、当初は番付上位者優勝制度であった）。